# Udul-Kalama
Udul-Kalama va ser un rei de la primera dinastia d'Uruk, el setè de la llista de reis sumeris per a aquesta dinastia, a la meitat del tercer mil·lenni aC. Va ser el fill i successor d'Ur-Nungal. La llista li assigna un regnat de 15 anys. El va succeir La-ba'shum.